# Frederic al IV-lea de Suabia
Frederic al IV-lea (n. 1144 – d. 19 august 1167, Roma, Statele Papale), membru al dinastiei Hohenstaufen a fost duce de Suabia din 1152 până la moarte.
Frederic era fiul regelui romano-german Conrad al III-lea și al soției sale, Gertruda de Sulzbach și astfel ar fi fost moștenitorul direct al tronului Sfântului Imperiu Romano-German, dacă s-ar fi urmat moștenirea directă. Cu toate acestea, pe când se afla pe patul de moarte, Conrad al III-lea, ar fi sfătuit pe cele două persoane de față, nepotul său de frate Frederic Barbarossa și episcopul de Bamberg, să fie numit în locul său Frederic Barbarossa însuși, căruia i-a oferit însemnele puterii imperiale (insignia).
Barbarossa nu a pierdut ocazia pentru a-i atrage pe clericii din Bavaria de partea sa și l-a convins pe arhiepiscopul de Köln să convoace dieta (Reichstag) în scurtă vreme. Acolo principii electori ai imperiului (mai puțin "primus inter pares" dintre ei, arhiepiscopul Henric I de Mainz, un aliat al papei) l-au ales în 1152 ca rege romano-german pe Frederic Barbarossa în locul vărului său minor, Frederic, care a primit în schimb Ducatul de Suabia, succedându-l pe Barbarossa în același an.
Frederic a participat la campaniile lui Barbarossa din Italia, devenind una dintre multele victime din armata imperială. El a fost lovit de boală după ocuparea Romei în 1167. În locul său Barbarossa a acordat Ducatul de Suabia propriului său fiu, în vârstă de 3 ani, Frederic, sub numele de Frederic al V-lea.

## Căsătoria
Frederic al IV-lea a fost căsătorit cu Gertruda de Bavaria, care era o fiică a lui Henric Leul din dinastia Welfilor și a soției acestuia, Clementia de Zähringen. Din căsătorie nu au rezultat copii. După moartea lui Frederic, Gertruda s-a recăsătorit cu regele Canut al VI-lea al Danemarcei.